# Rocking All Over the Years
Rocking All Over the Years este o compilație de single-uri lansată în Marea Britanie în 1990 de trupa Status Quo.

## Lista cântecelor
1. "Pictures of Matchstick Men" (Rossi) - 3:15 (Picturesque Matchstickable Messages from the Status Quo, 1998)
2. "Ice in the Sun" (Wilde) - 2:14 (Picturesque Matchstickable Messages from the Status Quo, 1968)
3. "Paper Plane" (Rossi/Young) - 2:52 (Piledriver, 1972)
4. "Caroline" (Rossi/Young) - 4:18 (Hello!, 1973)
5. "Break the Rules" (Rossi/Young/Parfitt/Lancaster/Coghlan) - 3:37 (Quo, 1974)
6. "Down Down" (Rossi/Young) - 5:42 (On The Level, 1975)
7. "Roll Over Lay Down" (Rossi/Young/Parfitt/Lancaster/Coghlan) - 5:45 (Hello!, 1973)
8. "Rain" (Parfitt) - 4:24 (Blue for You, 1976)
9. "Wild Side of Life" (Warren/Carter)
10. "Rockin' All Over the World" (Fogerty) - 3:36 (Rockin' All Over the World, 1977)
11. "Whatever You Want" (Parfitt/Bown) - 4:04 (Whatever You Want, 1979)
12. "What You're Proposin'" (Rossi/Frost) - 4:15 (Just Supposin', 1980)
13. "Something 'Bout You Baby I Like" (Supa) - 2:51 (Never Too Late, 1981)
14. "Rock 'n' Roll" (Rossi/Frost) - 5:23 (Just Supposin', 1980)
15. "Dear John" (Gustafson/Macauley) - 3:14 (1+9+8+2, 1982)
16. "Ol' Rag Blues" (Lancaster/Lamb) - 2:51 (Back to Back, 1983)
17. "Marguerita Time" (Rossi/Frost) - 3:27 (Back to Back, 1983)
18. "The Wanderer" (Maresca)
19. "Rollin' Home" (David) - 3:01 (Blue for You, 1976)
20. "In the Army Now" (Bolland/Bolland) - 4:40 (In the Army Now, 1986)
21. "Burning Bridges" (Rossi/Bown) - 4:19 (Ain't Complaining, 1988)
22. "Anniversary Waltz Part One" (Lee/Kind/Mack/Mendlesohn/Berry/Maresca/Bartholomew/King/Collins/Penniman/Hammer/Blackwell)